# Новый (Перелюбский район)
Новый —поселок в Перелюбском районе Саратовской области в составе  Целинного муниципального образования.

## География
Находится на расстоянии примерно 18 километров по прямой на юго-запад от районного центра села Перелюб.

## История
Основан  в 1961 году.

## Население
Постоянное население составляло 136 человек в 2002 году (курды 96%) ,  74 в 2010 году.